# Dilophus femoratus
Dilophus femoratus is een muggensoort uit de familie van de zwarte vliegen (Bibionidae). De wetenschappelijke naam van de soort werd in 1804 gepubliceerd door Meigen.